# Léopold Eyharts
Léopold Eyharts (Biarritz, 28 april 1957) is een Frans ruimtevaarder van de ESA. Eyharts zijn eerste ruimtevlucht was Sojoez TM-27 en vond plaats op 29 januari 1998. Tijdens de missie werden drie astronauten naar het Russische ruimtestation Mir gebracht.
In totaal heeft Eyharts twee ruimtevluchten op zijn naam staan, waaronder een missie naar het Russische ruimtestation Mir en een missie naar het Internationaal ruimtestation ISS. Sinds 1998 is hij lid van het Europees astronautenkorps.